# 名四カントリークラブ
名四カントリークラブ（めいよんカントリークラブ）は、 三重県四日市市山之一色町に広がるゴルフ場である。

## 概要
1955年（昭和30年）代の三重県は、戦前の「名古屋ゴルフ倶楽部」（1960年（昭和35年）開場、設計・井上誠一）の影響を受けていた。「桑名カントリー倶楽部」（1959年（昭和34年）開場、設計上田治）は、地形も和合に似ており、「四日市カンツリー倶楽部」はコースレート的には大衆のゴルフコースではない。
四日市カントリー倶楽部の今井喜七には不満があった、四日市にとって最も大切な事は緑化地区を多く残すことであると、新たなゴルフ場建設の趣旨の中で述べている。さらに、少しでも多くの人にゴルフを安易に、安く利用願う方針と、緑化促進と大衆化ゴルフという点で疑問があった。
ゴルフ場用地は、四日市市の山之一色、遠く鈴鹿の連山、伊勢湾と知多半島、石油コンビナートがパノラマで見渡せる。コース設計は、上田治に声をかけた、四日市カントリー倶楽部の設計で懇意になっていた。上田治に候補用地の視察を依頼、用地はなだらかな起伏の殆ど自然のままの状況で、上田治が自ら設計を買って出た、素材に恵まれた用地であった。1965年（昭和40年）3月31日、コースルート図が完成、いよいよ用地買収に着手した。
1965年（昭和40年）7月22日、用地の買収契約に調印、その午後にブルドーザーが用地に入った。1966年（昭和41年）10月10日、18ホールのコースが完成、開場された。その後、コースの改造が行われ、1993年（平成5年）、パー72が完成した。
設計コンセプトは、「上級者には挑戦的で、初心者には優しいコース」で、フロントからのティーショットは打ち下ろしのホールが多いが、フルバックからのショットでは両サイドの松林がフェアウェイを極端に狭めている。
日本の女子プロゴルフメジャー大会の1つ、日本ゴルフ協会主催競技でもあり、日本選手権大会に相当する、日本女子オープンゴルフ選手権競技大会を2回開催するなど多くの大会開催実績がある。

## 所在地
〒512-0906 三重県四日市市山之一色町1760番地

## コース情報
- 開場日 - 1966年10月10日
- 設計者 - 上田 治
- 面積 - 660,000m2（約19.9万坪）
- コースタイプ - 丘陵コース
- コース - 18ホールズ、パー72、6,915ヤード、コースレート72.1
- グリーン - 1グリーン、ベント（ペンクロス）
- フェアウエイ - コーライ
- ラフ - ノシバ
- ハザード - バンカーの72、池が絡むホール4
- プレースタイル - 乗用カート(5人乗り)、自走式、全組キャディ付き
- 練習場 - 15打席 200ヤード
- 休場日 - 毎週月曜日、12月31日、1月1日[4][5]

## クラブ情報
- ハウス面積 - 3,745m2（1,132.8坪）
- ハウス設計 - 名四ゴルフ株式会社
- ハウス施工 - 名四ゴルフ株式会社[4][5]

## ギャラリー
- コース - 「名四カントリークラブ」、コースガイド
- ハウス - 「名四カントリークラブ」、施設案内

## 交通アクセス
鉄道
- 関西線 (JR東海) - 四日市駅よりタクシー 約15分
- 近畿日本鉄道・四日市あすなろう鉄道 - 近鉄四日市駅よりタクシー利用 約20分

道路
- 東名阪自動車道 - 四日市東ICより 4km 約5分[6]

## メジャー選手権
- 1973年（昭和48年） - 第6回 日本女子オープンゴルフ選手権競技大会[7]

## エピソード
- 「名四カントリークラブ」の名称は、クラブ側の話では「名古屋と四日市の中間の意」だそうである[8]。

## 関連文献
- 『ゴルフ場ガイド 西版』2006-2007、「名四カントリークラブ（三重県）」、東京 ゴルフダイジェスト社、2006年5月、2020年10月29日閲覧
- 『美しい日本のゴルフコース BEAUTIFUL GOLF CULTURE IN JAPAN 日本のゴルフ110年記念 ゴルフは日本の新しい伝統文化である』、ゴルフダイジェスト社「美しい日本のゴルフコース」編纂委員会編、「名四カントリークラブ」、東京 ゴルフダイジェスト社、2013年12月、2020年10月29日閲覧